# Eleutherodactylus klinikowskii
Eleutherodactylus klinikowskii es una especie de rana de la familia Eleutherodactylidae.

## Distribución geográfica
Es endémica del oeste de Cuba.

## Estado de conservación
Se encuentra amenazada por la pérdida de su hábitat natural. 